# حمام خانی
حمام خانی مربوط به دوره قاجار است و در شیراز، خیابان شهید دستغیب، جنب مسجد مشیر واقع شده و این اثر در تاریخ ۸ مرداد ۱۳۸۱ با شمارهٔ ثبت ۶۰۲۸ به‌عنوان یکی از آثار ملی ایران به ثبت رسیده است.